# Sherman Firefly
Pour les articles homonymes, voir Firefly.
Le Sherman Firefly (aussi appelé Sherman VC ou aussi Sherman 1C)  est un char moyen britannique de la Seconde Guerre mondiale basé sur le char américain M4 Sherman réarmé avec le canon antichar britannique Ordnance QF 17 pounder, également utilisé sur l'Archer (chasseur de chars).

## Dénomination
Alors que pour les Américains la désignation du modèle de base du char est « medium tank M4 », les Britanniques, qui ont l’habitude de donner aux chars américains qu’ils utilisent des noms de généraux de la guerre de Sécession, introduisent pour celui-ci le nom de Sherman avec un chiffre romain indiquant la version. Ainsi, dans la British Army le M4 est appelé Sherman I, le M4A1 Sherman II et ainsi de suite jusqu’au M4A4 correspondant au Sherman V. Par ailleurs, les Britanniques ajoutent une lettre à la fin du nom lorsque le canon n’est pas le 75 mm standard, le 17-pdr étant désigné par la lettre C. Par conséquent dans la nomenclature britannique, les chars Sherman I armés du 17-pdr sont appelés Sherman IC. Il faut néanmoins noter qu’il n’y a probablement eu que des Sherman IC et VC, les IIC, IIIC et IVC ne semblant pas avoir été produits, même si en théorie le canon de dix-sept livres peut se monter sur n’importe quel modèle.
Le surnom Firefly (« luciole ») est apparu vers mars 1944 et s’est rapidement diffusé pour désigner toutes les versions du Sherman équipées du 17-pdr. S’il a été employé par les troupes, ce surnom n’a en revanche pas été officiellement adopté et ne se trouve pas dans les publications officielles. Son origine et la raison pour laquelle il a été choisi pour ce véhicule en particulier demeure par ailleurs obscure.

## Développement

### Contexte
Dès le début de la Seconde Guerre mondiale, les Britanniques se trouvent désavantagés par la faiblesse de l’armement de leurs blindés : non seulement ils ne disposent au mieux que de canons du QF 2-pdr d’un calibre de 40 mm, mais surtout la génération suivante de char, alors en développement, n’est pas mieux armée. Le problème est considérablement aggravé par la perte de la totalité des chars engagés par les Britanniques dans la bataille de France, ce qui les oblige à prioriser la production de matériels déjà existant ou dont le développement est presque terminé aux dépens de la mise au point d’un armement plus efficace. 
Ainsi, les Matilda, Valentine, Crusader et Covenanter qui entrent en service entre 1939 et 1941 conservent tous le canon de deux livres. Il existe bien un programme de développement pour le Cromwell, qui doit être armé d’un canon de 6-pdr d’un calibre de 57 mm, mais celui-ci ne progresse que lentement. Ce retard affecte par ricochet la mise au point du Challenger, une variante équipée d’un canon venant récemment d’entrer en service, le 17-pdr.

### Du Challenger au Sherman
La situation en est toujours plus ou moins au même point au début de l’année 1943, si ce n’est que le Challenger, qui est alors au stade des essais, se révèle souffrir de nombreux défauts. Convaincu que le Sherman serait plus adapté, le major George Brighty commence à travailler indépendamment sur l’installation du 17-pdr sur celui-ci. Il est rejoint en juin par un autre officier, le major George Whiteridge, mais le duo se heurte à une difficulté de taille, à savoir que la tourelle du Sherman est trop étroite pour y installer en l’état le canon. Autre problème, le département chargé du développement des chars ayant eu vent de leurs expériences, il leur est ordonné d’y mettre fin immédiatement.
Faisant jouer ses relations, Whiteridge obtient que le projet devienne officiel, bien que cela ait pour effet de le faire passer sous l’égide du département chargé du développement des chars. Un ingénieur, W. G. Kilbourn, y est affecté en août 1943 pour tenter d’apporter une solution au problème de volume disponible dans la tourelle. Après plusieurs essais, Kilbourn y parvient en modifiant en profondeur la culasse et le dispositif d’absorption du recul du 17-pdr. Outre le canon, il est également nécessaire de transformer la tourelle en l’agrandissant vers l’arrière et en ajoutant un trappe pour le chargeur, qui ne pourrait sinon évacuer facilement le char en cas d’incendie du fait de l’imposant obstacle constitué par le canon. Les plans de l’arme sont prêts le 11 novembre et le premier prototype le 28.
Le prototype du véhicule complet est achevé le 6 janvier 1944. Le Challenger n’étant toujours pas prêt à cette date et du fait de l’urgence à disposer d’un nouveau char avant le débarquement en Normandie, les commandes de celui-ci sont réduites au minimum en faveur du Sherman armé du 17-pdr.

## Histoire opérationnelle

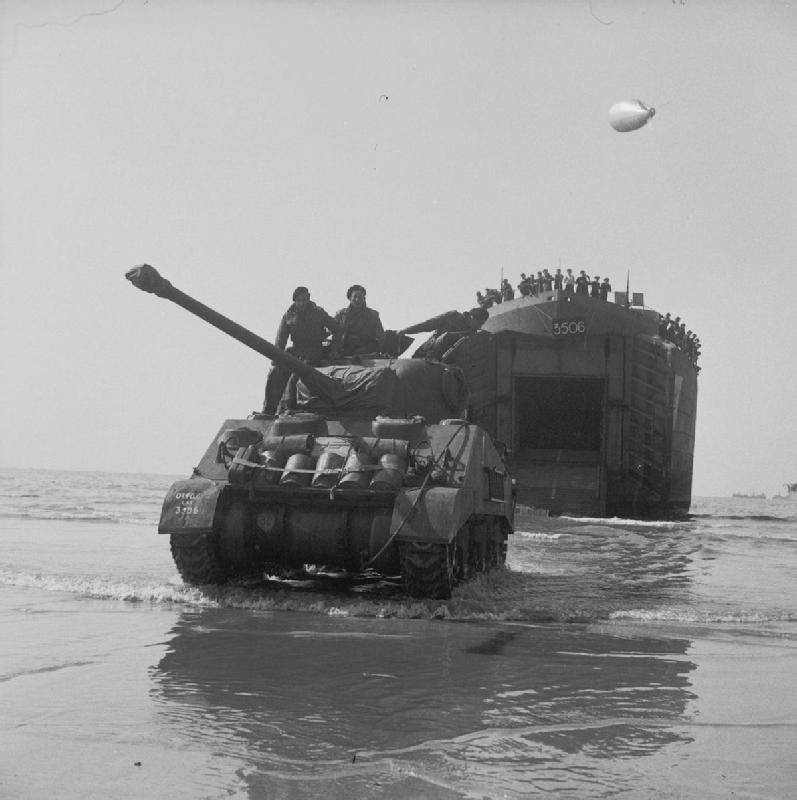
Un Firefly de la 7th Armoured Division débarque en Normandie le 7 juin 1944.

Le Sherman Firefly est utilisé pour la première fois au combat le 6 juin 1944 pendant l’opération Overlord. À cette occasion, trois Landing Craft Tank Mark V sont modifiés par l’ajout d’une estrade sur laquelle peuvent prendre place deux Fireflies, qui peuvent alors tirer par dessus la rampe depuis cette position surélevée. Deux de ces barges sont assignées aux Canadiens qui débarquent sur Juno, tandis que la troisième est rattachée 13th/18th Hussars destiné à Sword. L’efficacité réelle du système n’est pas connue, les mouvements devant rendre la précision du tir toute relative ; il est par ailleurs établi que les chars du 13th/18th n’ont pas tiré de tout le trajet. Après le débarquement, ils rejoignent le reste de leurs unité, qui sont équipées d’un Firefly par escadron. Le Firefly est également en dotation au sein du Staffordshire Yeomanry, qui joue le même jour un rôle important dans la protection des plages du débarquement contre la contre-attaque de la 21. Panzerdivision. Toutefois là encore les détails manquant pour pouvoir mesurer exactement leur implication.
De leur côté les Américains ne prennent dans un premier temps pas en considération le Firefly , du fait de leur propre programme de développement d’un canon de 76 mm. Les performances antichar de celui-ci se révèlant bien moins bonnes qu’espérées, ils cherchent néanmoins à s’en procurer de grandes quantitées à partir d’août 1944. Les Britanniques ne peuvent toutefois pas répondre à la demande avant 1945 du fait de la forte demande pour leurs propres forces armées. Les livraisons ne commencent ainsi qu’en mars 1945 et le total reçu avant la fin de la guerre se monte à moins de cent chars. Ceux-ci sont rapidement retirés du service une fois le conflit terminé du fait de la difficulté à les alimenter en munitions.
Entre juin 1944 et mai 1945, les Allemands parviennent à s’emparer d’une poignée de Firefly — au moins quatre, mais le nombre exact est inconnu. Si ces chars apparaissent sur des photographies avec des marquages allemands, il n’existe pas d’éléments attestant de leur utilisation au combat, une éventualité sans doute empêchée par la difficulté à assurer l’approvisionnement en munitions. Ils ont donc probablement uniquement servis à des fins d’instruction et d’essais.

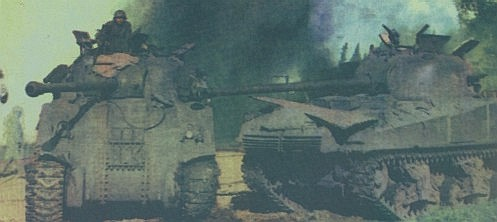
Un Firefly argentin en contournant un hors de combat lors de l'une mutinerie en 1962.

Après la fin de la Seconde Guerre mondiale, plusieurs pays en perçoivent, dont la Belgique et l'Italie qui les exportent à leur tour à la fin des années 1940 respectivement vers l'Argentine où ils sont employés lors d'une tentative de révolte en 1962 et la révolte de la marine argentine en 1963 et le Liban où ils sont utilisés durant la crise du Liban de 1958 et les premières années de la guerre civile démarrant en 1975.

## Caractéristiques

### Protection

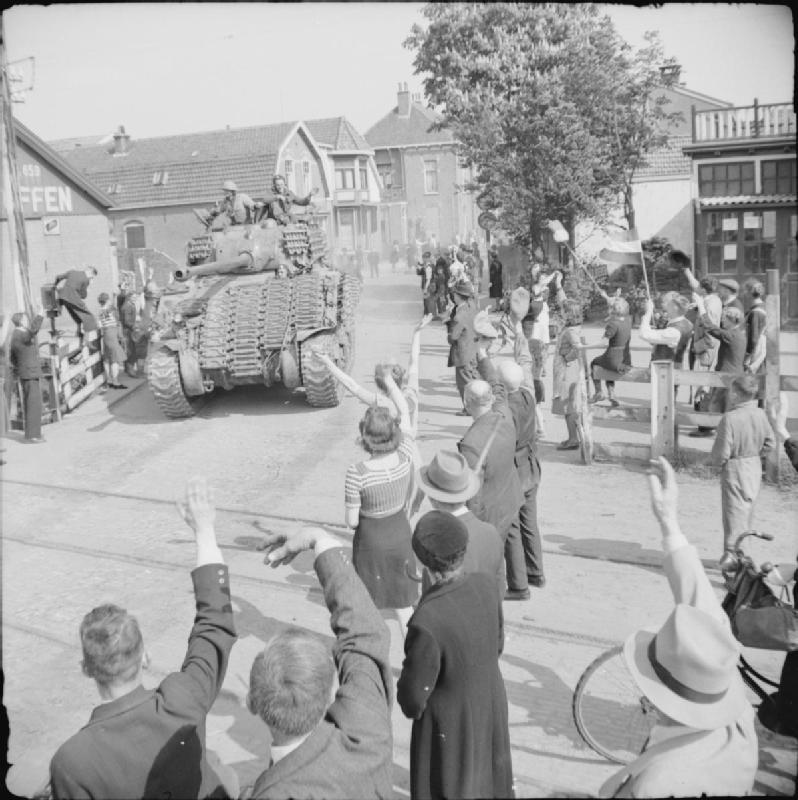
Firefly canadien recouvert de maillons de chenilles dans le (faux) espoir d’améliorer sa protection.

Le blindage d’un Firefly est identique à celui du modèle de Sherman dont il est issu. Un Sherman IC dispose donc de la même protection qu’un M4 et un Sherman VC qu’un M4A4. Celle-ci étant réputée insuffisante, beaucoup d’équipages prennent l’habitude d’empiler divers objets, notamment des maillons de chenille sur le glacis et les côtés dans l’espoir d’augmenter leur défense. Cette pratique prend les proportions les plus démesurées au sein des troupes canadiennes, dont certains Firefly sont couverts de haut en bas de maillons de chenille. Ces blindages improvisés servent essentiellement à maintenir le moral, leur efficacité étant faible, voire nulle. Ils ont en revanche l’inconvénient d’ajouter une masse considérable au char, ce qui entraîne une usure accélérée des composants mécaniques.
La rumeur s’étant répandue que les Allemands visent en priorité les Firefly qu’ils identifient grâce à son long canon, les équipages improvisent divers moyens de maquiller de celui-ci,. Les méthodes les plus fréquentes impliquent l’emploi de peinture ou de végétation à l’extrémité du canon. Dans l’ensemble leur efficacité est douteuse, certaines étant même dangereuses, comme la pratique consistant à évoluer avec la tourelle tournée vers l’arrière et un faux canon pointant vers l’avant, ce qui implique qu’en cas d’attaque il faille faire tourner la tourelle à 180° pour pouvoir affronter l’adversaire.

### Armement et équipement

#### Armement principal
La raison d’être du Firefly est son armement principal, à savoir le canon Ordnance QF 17 pounder. Celui-ci ayant toutefois été prévu à l’origine comme canon antichar tracté, il doit faire l’objet de nombreuses modifications avant de pouvoir être installé dans la tourelle du Sherman. En particulier, les freins de recul sont raccourcis et la culasse est modifiée : le verrou à bloc tombant, rendant le chargement difficile du fait du manque d’espace dans la tourelle, est transformé en bloc glissant latéralement. Cette nouvelle version du canon est appelée « 17-pounder quick-firing Mark IV ». Par la suite la culasse est encore modifiée dans le but de légèrement retarder son ouverture après le tir, ce qui doit permettre d’éliminer le retour de flamme qui incommode l’équipage. Les canons modifiés de la sorte sont dénommés Mark VII.

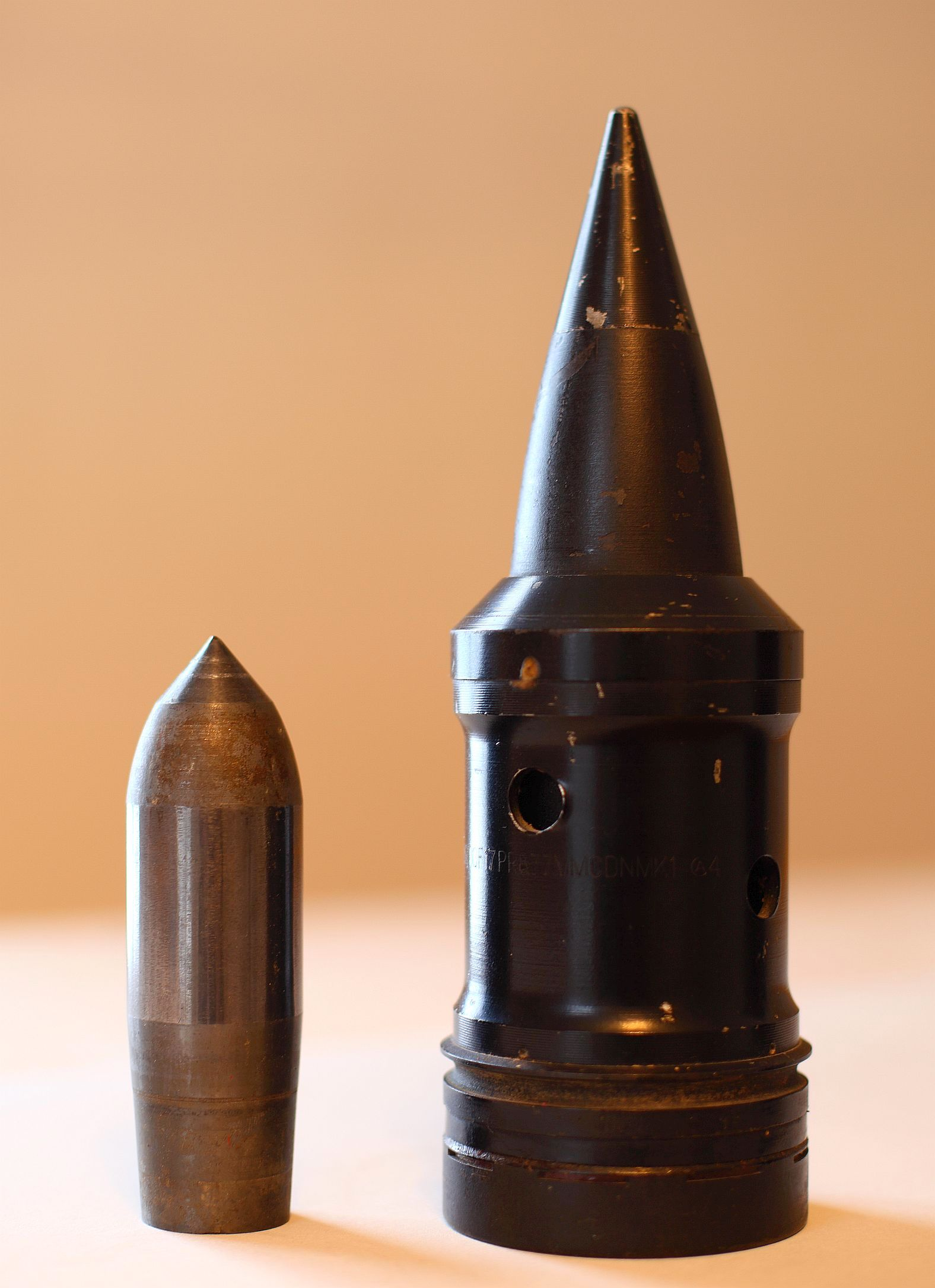
Boulet perforant à sabot détachable tiré par le 17-pdr. L’élément à gauche est le cœur en tungstène qui joue le rôle de pénétrateur.

Trois types de munitions sont principalement utilisées : obus explosifs, boulets perforants à coiffe (APC) et boulets perforants à coiffe et ogive balistique (APCBC). Ce dernier est une évolution du second dont il conserve le corps plein coiffé d’un pénétrateur en métal dur, mais se voit ajouter au sommet une coiffe ayant une forme aérodynamique améliorant sa pénétration dans l’air et donc la vitesse du projectile. À partir d’août 1944 apparaissent également des boulets perforants à sabot détachable (APDS). En dépit de leurs excellentes capacités de perforation permettant en théorie à un Firefly de détruire un Tigre II de face à plus d’un kilomètre, ils sont néanmoins peu appréciés en raison de leur manque de précision et de leur tendance à abîmer le tube et le frein de bouche.
Le stockage des munitions est un problème majeur du Firefly. Seuls cinq obus sont immédiatement disponibles à portée de main du chargeur. Un casier de vingt autres obus se trouve sous le plancher de la tourelle, mais il ne peut en réalité n’en contenir que dix-huit et n’est accessible que lorsque le canon est pointé entre 10h et 3h. Par ailleurs, la position et le poids des obus rend le travail plus difficile pour le chargeur et ralentit le temps de chargement. Quarante autres obus se trouvent du côté droit sous la tourelle et sont donc inaccessibles pour le chargeur en situation de combat, de même que les quinze stockés à l’avant-droit de la caisse, à la place du mitrailleur avant sur le Sherman standard.

### Équipage
L’équipage du Firefly compte un chef de char, un tireur, un chargeur et un conducteur, soit un membre d’équipage de moins qu’un Sherman classique du fait de la suppression du poste du mitrailleur avant. Cela a pour conséquence d’augmenter d’une part la charge de travail du chargeur, qui se voit dans l’obligation de s’occuper également de la radio — tâche normalement dévolue au mitrailleur, mais aussi celle de tout l’équipage sur les opérations de maintenance et d’entretien.
Dans l’ensemble, les équipages britanniques ont souvent une formation générale sur les blindés plus longue que celle de leurs adversaires allemands, ce qui leur permet d’être plus polyvalents et d’occuper avec plus d’aisance une fonction autre que celle qui leur est assignée, par exemple pour remplacer un autre membre d’équipage blessé. En revanche, du fait du peu de Firefly disponibles et de leur arrivée tardive, les équipages arrivant en Normandie en juin 1944 n’ont qu’un connaissance assez superficielle de ce modèle particulier, avec lequel ils n’ont pu se familiariser que quelques semaines avant le débarquement.

### Données techniques
| Longueur hors tout         | 7,85 m    |
| Longueur caisse            | 6,45 m    |
| Largeur hors tout          | 2,67 m    |
| Hauteur                    | 2,74 m    |
| Hauteur de tir             | 2,24 m    |
| Garde au sol               | 0,43 m    |
| Longueur de contact au sol | 4,06 m    |
| Masse à vide               | 30 754 kg |
| Masse en ordre de combat   | 32 704 kg |
| Pression au sol            | 13,6 psi  |

| Motorisation                           | Chrysler A57 30 cylindres (20 533 cm3) à refroidissement par eau |
| Puissance brute                        | 425 hp à 2 850 tours par minute                                  |
| Puissance nette                        | 370 hp à 2 400 tours par minute                                  |
| Puissance massique brute               | 11,8 hp/t                                                        |
| Puissance massique nette               | 10,3 hp/t                                                        |
| Embrayage                              | Disques secs à deux plateaux                                     |
| Transmission                           | Synchromesh, cinq vitesses avant et une arrière                  |
| Suspension                             | ressorts à volutes verticaux                                     |
| Type de carburant                      | essence 80 octane                                                |
| Contenance des réservoirs de carburant | 606 L                                                            |
| Vitesse maximale sur route             | 40 km/h                                                          |
| Vitesse de croisière sur route         | 32 km/h                                                          |
| Autonomie sur route                    | env. 100 km                                                      |
| Franchissement hauteur                 | 0,61 m                                                           |
| Franchissement largeur                 | 2,44 m                                                           |
| Franchissement profondeur              | 1,07 m                                                           |
| Franchissement pente                   | 60%                                                              |
| Rayon de braquage                      | 21,33 m                                                          |

| Caisse glacis haut | 51 mm à 56°                         |
| Caisse glacis bas  | 51 mm à 0-45°                       |
| Caisse côtés       | 38 mm à 0°                          |
| Caisse arrière     | 38 mm à 0-20°                       |
| Caisse toit        | 19 mm à 83-90°                      |
| Plancher           | 25 mm (avant)-13 mm (arrière) à 90° |
| Tourelle bouclier  | 89 mm à 0°                          |
| Tourelle avant     | 76 mm à 30°                         |
| Tourelle côtés     | 51 mm à 5°                          |
| Tourelle arrière   | 64 mm à 0°                          |
| Tourelle toit      | 25 mm à 90°                         |

| Armement principal                    | 17pdr Mk IV ou VII en tourelle                          |
| Traverse/Élévation armement principal | 360° hydraulique ou manuel / -5° à +20° manuel          |
| Cadence de tir                        | 10 coups par minute                                     |
| Viseur                                | Télescope Mk 3/1                                        |
| Munitions armement principal          | 77 obus                                                 |
| Armement secondaire 1                 | 1 x mitrailleuse M2 HMG AA                              |
| Munitions armement secondaire 1       | 1 170 cartouches de .50 BMG                             |
| Armement secondaire 2                 | 1 x mitrailleuse M1919A4 coaxiale                       |
| Munitions armement secondaire 2       | 5 000 cartouches de .30-06 Springfield                  |
| Armement secondaire 3                 | Lance-bombes 2-in MkI ou MkIA                           |
| Munitions armement secondaire 3       | 27 bombes fumigènes                                     |
| Autre armement                        | 1 x pistolet-mitrailleur Thompson M1928A1, 9 x grenades |
| Radio                                 | Set No 19                                               |